# N'habite pas à l'adresse indiquée
Pour les articles homonymes, voir Reflex et Bounce.

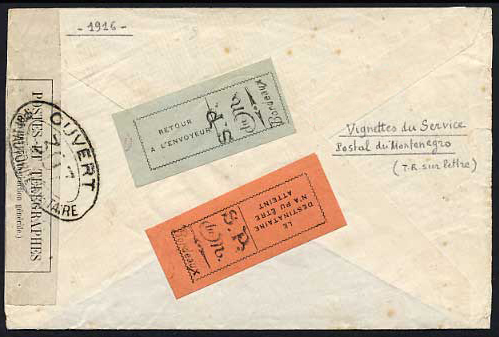

La phrase « n'habite pas » ou « n'habite plus à l'adresse indiquée », également connue sous le sigle NPAI, est utilisée en marketing direct pour signifier que le courrier ne peut parvenir à destination, et sert de référence qualitative dans le cadre d'utilisation de fichiers d'adresses.
Le terme désormais employé par la Poste française est REFLEX (Restitution de l’information à l’expéditeur) depuis le 4 mars 2013 (précédemment PND pour Plis non distribuables).

## Causes
Les raisons du non acheminement du courrier peuvent être :
- Boîte inaccessible
- Boîte non identifiable ou Destinataire inconnu à l'Adresse ("BNI" ou "DIA")
- Non réclamé
- Refusé
- Anomalie d'adresse

## Courrier électronique
Pour les courriers électroniques, on utilise le terme de bounces. On distingue :
- Soft-bounces : pour les erreurs provisoires d'acheminement (par exemple boîte aux lettres saturée),
- Hard-bounces : les erreurs sont définitives (par exemple la personne a quitté le domaine ou le domaine n'existe plus).

## Taux NPAI
Le taux de NPAI se calcule en divisant le volume retourné par la poste (NPAI) par le volume total des envois publipostage.
Les taux de NPAI varient selon la qualité des fichiers. Les taux généralement admis sont entre 1 % et 3 %. Au-dessus de 5 % de NPAI, le fichier peut être considéré comme étant de mauvaise qualité.